# Patmutiun Aghuaniz Aschcharhi
Patmutiun Aghuaniz Aschcharhi, die Geschichte der Kaukasischen Albanier, (armenisch Պատմութիւն Աղուանից աշխարհի, en.: The History of the Caucasian Albanians, The History of the World of Aghvank) vermutlich von Mowses Kaghankatuazi, ist eine Geschichte der östlichen Territorien von Armenia (Artsakh und Utik - Ուտիք, Armenien), sowie anderer Territorien im südöstlichen Kaukasus, dem so genannten Albania.

## Inhalt
Das Werk erzählt die Hasaren-Invasion in Transkaukasien (Third Perso-Turkic War) und andere Ereignisse bis zum siebten Jahrhundert im Buch I und II.
Buch III dieser Geschichte unterscheidet sich von den beiden ersten im Bezug auf den sprachlichen Stil und den Inhalt. Es behandelt die Kaspischen Expeditionen der Rus (Каспийские походы русов) und deren Eroberung von Partav im zehnten Jahrhundert.
Aufgrund der zeitlichen Lücke und der Unterschiede im Schreibstil erscheint die Zuordnung des gesamten Werkes zu einem einzelnen Autor fraglich. Darum werden gewöhnlich zwei aufeinanderfolgende Autoren oder Herausgeber angenommen:
Kaghankatvatsi (7. Jh.) als Autor von B. I und B. II, und Daskhurantsi (10. Jh.) als Herausgeber von Kaghankatuazis Text und Autor von B. III.
Das Werk wurde in Altarmenischer Sprache verfasst.

## Ausgaben und Übersetzungen

### Grabar (Altarmenisch)
- History of Aghuank in original Old-Armenian. (Մովսէս Կաղանկատուացի.Պատմութիւն Աղուանից աշխարհի), critical text and introduction by Varag Arrakelian. Matenadaran Institute of old manuscripts after Mesrob Mashtots. Armenian SSR Academy of Sciences, Jerewan 1983.

### Russische Übersetzung
- Movses Kaghankatvatsi: История страны Алуанк. (translated by Š.V. Smbatian) Matenadaran, Jerewan 1984.

### Georgische Übersetzung
- Alvantʻa kʻveqnis istoria. übers. L. Davlianidze-Tatishvili Tbilisi 1985.

### Englische Werkausgaben
Movsēs Dasxuranc'i:
- The History of the Caucasian Albanians. (translated by C. F. J. Dowsett) London Oriental Series, Vol. 8. London 1961.
- The History of the Aghuans. (translated by R. Bedrosian) New Jersey 2010.